# العلاقات الدومينيكانية الكمبودية
العلاقات الدومينيكانية الكمبودية هي العلاقات الثنائية التي تجمع بين جمهورية الدومينيكان وكمبوديا.

## مقارنة بين البلدين
هذه مقارنة عامة ومرجعية للدولتين:
| وجه المقارنة                                              | جمهورية الدومينيكان | كمبوديا                   |
| --------------------------------------------------------- | ------------------- | ------------------------- |
| المساحة (كم2)                                             | 48.67 ألف           | 181.03 ألف                |
| عدد السكان (نسمة)                                         | 10.40 مليون         | 16.01 مليون               |
| الكثافة السكانية (ن./كم²)                                 | 213.68              | 88.44                     |
| العاصمة                                                   | سانتو دومينغو       | بنوم بنه                  |
| اللغة الرسمية                                             | اللغة الإسبانية     | اللغة الخميرية            |
| العملة                                                    | بيزو دومنيكاني      | ريال كمبودي، دولار أمريكي |
| الناتج المحلي الإجمالي (بليون دولار)                      | 75.93 مليار         | 22.16 مليار               |
| الناتج المحلي الإجمالي (تعادل القوة الشرائية) بليون دولار | 149.89 مليار        | 54.37 مليار               |
| الناتج المحلي الإجمالي الاسمي للفرد دولار أمريكي          | 6.47 ألف            | 1.16 ألف                  |
| الناتج المحلي الإجمالي للفرد دولار أمريكي                 | 13.26 ألف           | 3.26 ألف                  |
| مؤشر التنمية البشرية                                      | 0.715               | 0.555                     |
| رمز المكالمات الدولي                                      | +1809، +1829، +1849 | +855                      |
| رمز الإنترنت                                              | .do                 | .kh                       |
| المنطقة الزمنية                                           | 00                  | ت ع م+07:00               |

## منظمات دولية مشتركة
يشترك البلدان في عضوية مجموعة من المنظمات الدولية، منها:
| علم المنظمة | اسم المنظمة                        | تاريخ انضمام جمهورية الدومينيكان | تاريخ انضمام كمبوديا |
| ----------- | ---------------------------------- | -------------------------------- | -------------------- |
|             | الاتحاد البريدي العالمي            | ?                                | ?                    |
|             | يونسكو                             | 4 نوفمبر 1946                    | 3 يوليو 1951         |
|             | البنك الدولي للإنشاء والتعمير      | 18 سبتمبر 1961                   | 22 يوليو 1970        |
|             | منظمة التجارة العالمية             | ?                                | ?                    |
|             | وكالة ضمان الاستثمار متعدد الأطراف | 7 مارس 1997                      | 1 ديسمبر 1999        |
|             | منظمة الشرطة الجنائية الدولية      | ?                                | ?                    |
|             | مؤسسة التمويل الدولية              | 31 أكتوبر 1961                   | 26 مارس 1997         |
|             | الأمم المتحدة                      | 24 أكتوبر 1945                   | 14 ديسمبر 1955       |
|             | مؤسسة التنمية الدولية              | 16 نوفمبر 1962                   | 22 يوليو 1970        |
|             | منظمة حظر الأسلحة الكيميائية       | ?                                | ?                    |

## وصلات خارجية
- موقع وزارة الخارجية الكمبودية